# المغرب في الألعاب البارالمبية الصيفية 1996
شارك المغرب في الألعاب البارالمبية الصيفية 1996 والتي أقيمت في أتلانتا بالولايات المتحدة.